# Lettera aperta

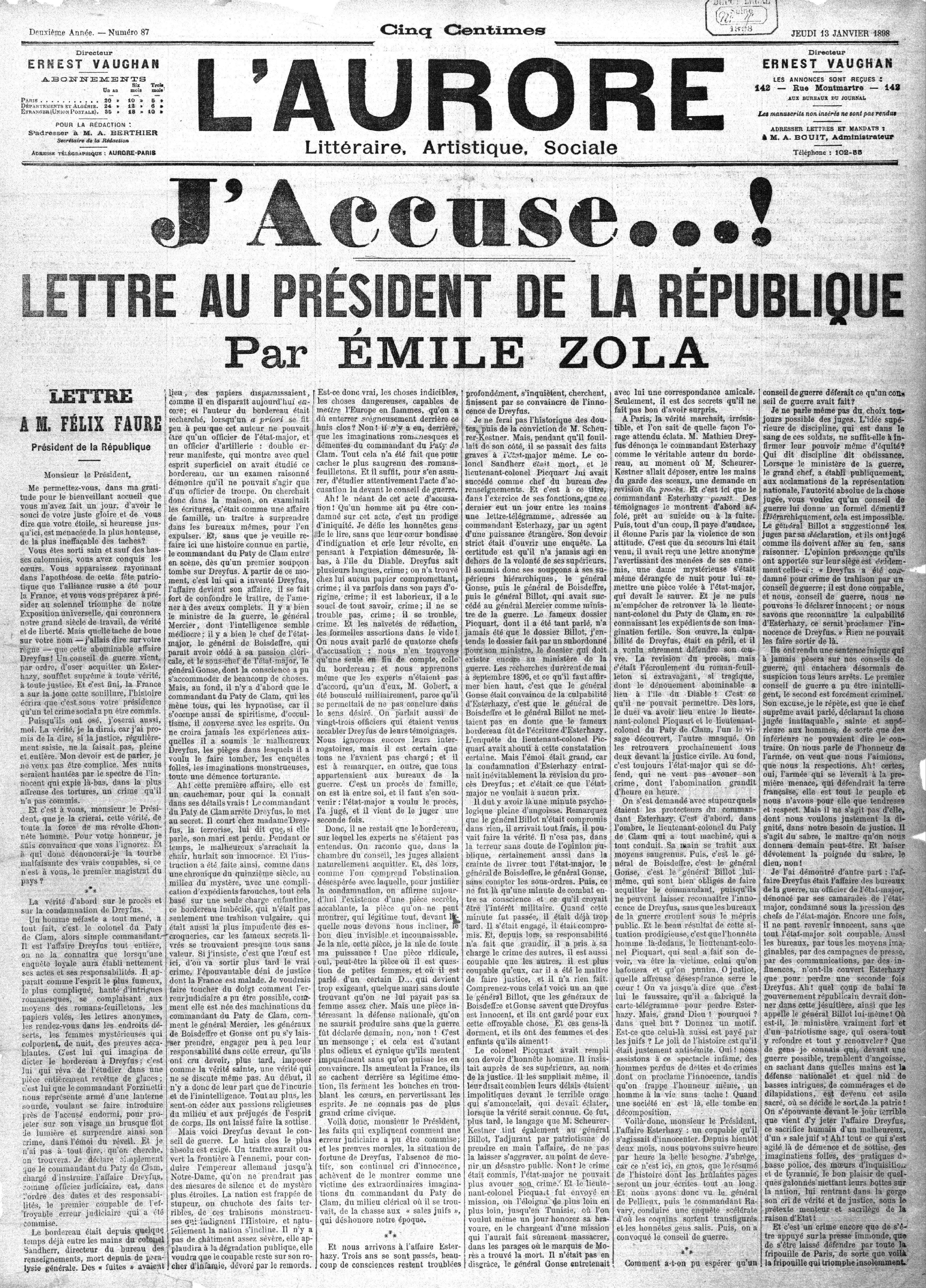
Lo J'accuse di Émile Zola (1898)

Una lettera aperta è una lettera o un messaggio, indirizzato a uno o più destinatari, divulgato attraverso forme di pubblicità il cui discorso, nelle stesse intenzioni dell'autore, non vuole concludersi in maniera esplicita ma dare adito a riflessioni da parte del lettore.

## Descrizione ed elementi
Questo metodo è proprio, in particolare, di alcune lettere pubblicate sui quotidiani, tra i cui scopi vi può essere anche quello di stimolare la riflessione e sensibilizzare sui temi e i contenuti del messaggio, il dibattito di opinioni o, in altri casi, di suscitare un'azione politica.
Una lettera aperta è formata da diverse parti:
1. Formula di apertura: Egregio giornale,...(in alto a sinistra)
2. Luogo e data (in alto a destra)
3. Breve introduzione
4. Parte centrale
5. Conclusione
6. Formula di saluto
7. Firma leggibile (in basso a destra)